# Ammonoencyrtus
Ammonoencyrtus är ett släkte av steklar. Ammonoencyrtus ingår i familjen sköldlussteklar.
Kladogram enligt Catalogue of Life:
| Ammonoencyrtus | \| \| Ammonoencyrtus californicus \| \| \| \| \| \| Ammonoencyrtus carolinensis \| \| \| \| |
|                | \| \| Ammonoencyrtus californicus \| \| \| \| \| \| Ammonoencyrtus carolinensis \| \| \| \| |
|                | Ammonoencyrtus californicus                                                                 |
|                |                                                                                             |
|                | Ammonoencyrtus carolinensis                                                                 |
|                |                                                                                             |